# Parti africain pour l'indépendance des masses
Le Parti africain pour l'indépendance des masses (PAIM) est un parti politique sénégalais, dirigé par Aly Niane.

## Histoire
Le PAIM est officiellement reconnu le 21 juillet 1982.
Il participe aux élections législatives de 1998, mais n'obtient aucun siège à l'Assemblée nationale.

## Orientation
C'est un parti nationaliste noir.
Il publie un périodique, Nation africaine, et milite en faveur d'une forme de démocratie participative directe.
Ses objectifs déclarés sont les suivants : «  Réaliser les États-Unis d’Afrique par la conquête du pouvoir politique au Sénégal et la fédération avec les États africains. Organiser des masses, des villes, des campagnes, des travailleurs manuels, des ouvriers et des intellectuels. La recherche du développement intégral des masses, leur émancipation et leur participation efficace et effective à la vie nationale, l’amoindrissement puis la suppression des inégalités sociales ».

## Symboles
Les couleurs verte et blanche ainsi que le drapeau vert pur et blanc avec comme sigle le poing droit "Afrique" que supporte le globe sont les symboles du parti.